# Jaskinia Mała
Jaskinia Mała – jaskinia w Wyżniej Bramie Chochołowskiej w Dolinie Chochołowskiej w Tatrach Zachodnich. Ma dwa otwory wejściowe, powyżej Jaskini Rybiej, kilkadziesiąt metrów od dawnego schroniska Blaszyńskich, na wysokości około 1045 metrów n.p.m. Długość jaskini wynosi 40 metrów, a jej deniwelacja  2,2 metrów.

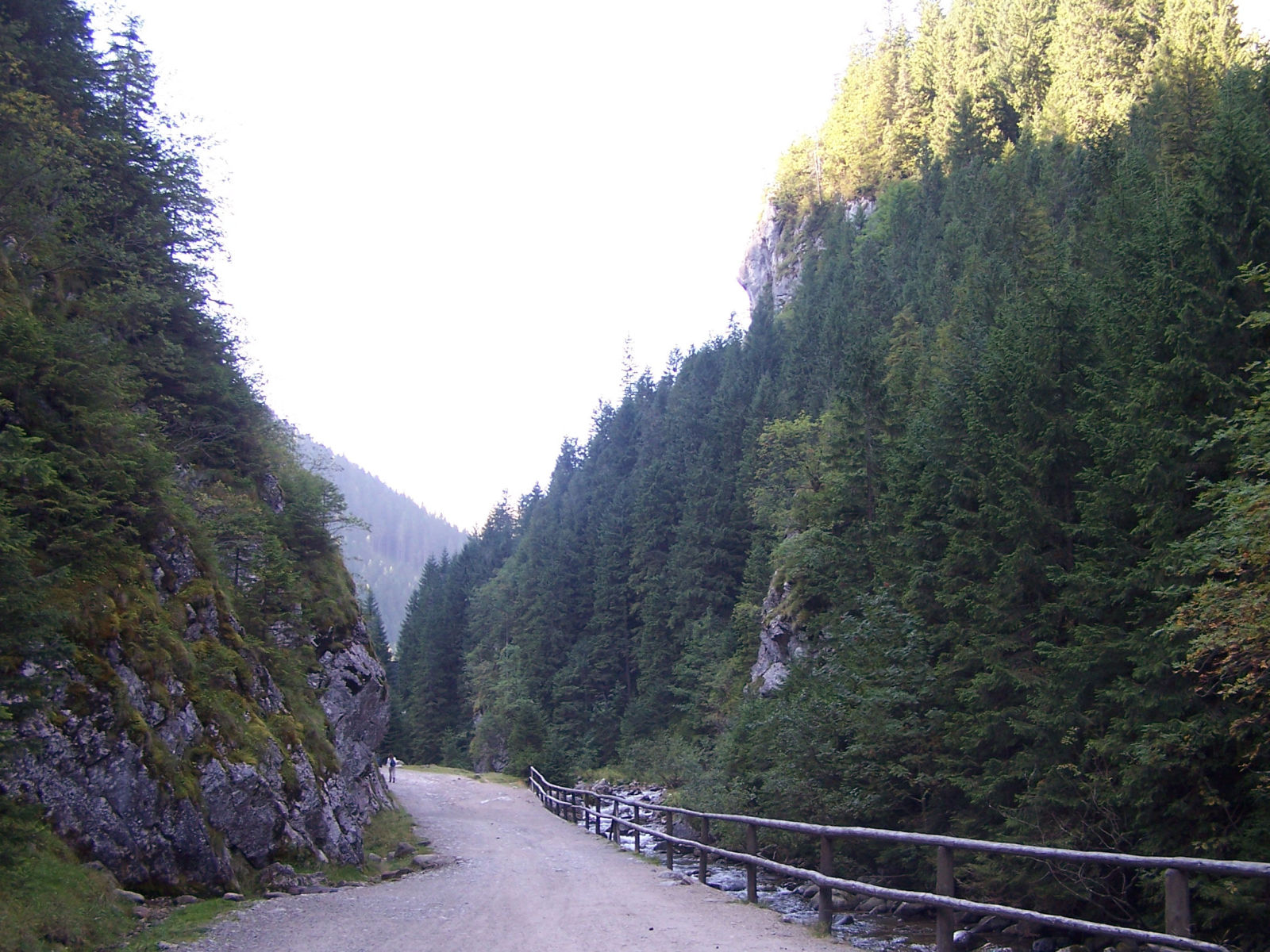
Wyżnia Brama Chochołowska

## Opis jaskini
Za otworem głównym (południowym) znajduje się niewielka salka o dnie zasłanym wielkimi blokami skalnymi. Na prawo odchodzi od niej niski, ciasny korytarzyk, który zaraz rozdziela się:
- Na lewo wiedzie stromo do góry ukośna szczelina uchodząca z powrotem do wstępnej salki.
- Na prawo prowadzi niezwykle ciasny korytarzyk, od którego prostopadle odchodzi ciąg do otworu północnego.
- Na wprost idzie główny korytarz, który prowadzi do ciągu przebiegającego prostopadle. Na lewo wiedzie kilkumetrowy korytarz z którego końca odchodzą krótkie, ciasne odnogi. Na prawo  biegnie ciasny korytarzyk, który kilka metrów za małą studzienką kończy się szczeliną[3].

## Przyroda
Jaskinia jest częścią podziemnego systemu Szczeliny Chochołowskiej. Występują w niej małe stalaktyty, nacieki grzybkowe i mleko wapienne.
Roślinność w jaskini nie występuje. Zamieszkują ją nietoperze. 

## Historia odkryć
Jaskinia została odkryta przez Stefana Zwolińskiego i Kazimierza Kowalskiego 9 sierpnia 1951 roku.